# Joachim Godsche von Levetzau

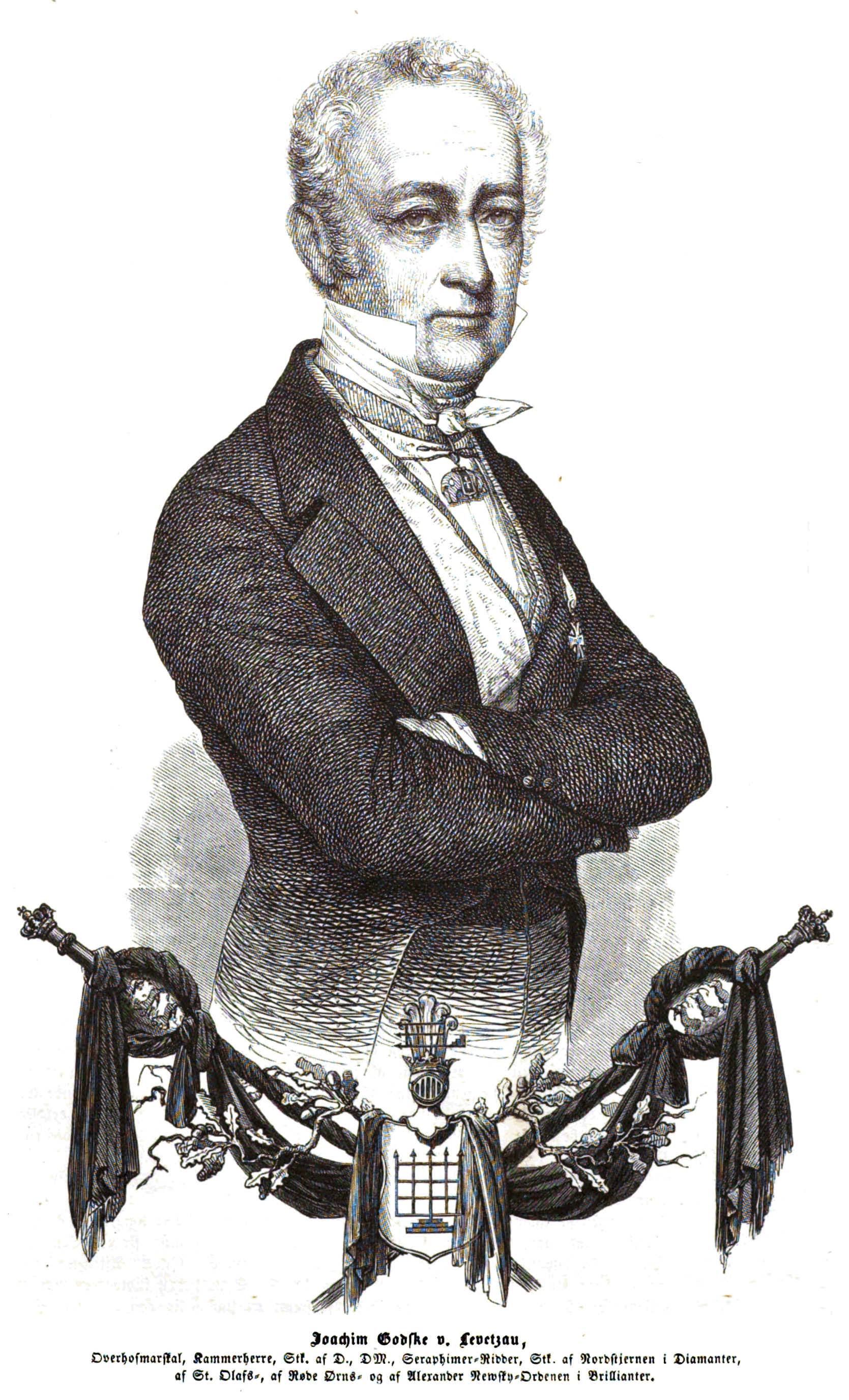
Joachim Godsche von Levetzau (1859)

Joachim Godsche von Levetzau, auch Joachim Godske von Levetzau, Joachim Godsche von Levetzow, Joachim Göttsche von Levetzau (* 15. Juni 1782 in Ladegaardsøen; † 7. November 1859 in Kopenhagen) war ein deutsch-dänischer Verwaltungsjurist, Diplomat und Hofbeamter.

## Leben
Joachim Godsche von Levetzau entstammte dem dänischen Zweig des ursprünglich mecklenburgischen Adelsgeschlechts Levetzow/Levetzau. Er war ein Sohn des Amtmanns Albrecht Philip von Levetzau (1744–1817) aus dessen zweiter Ehe mit Christiane Frederikke, geb. Komtesse Wedell-Wedellsborg (1755–1821). Theodosius Levetzau war sein Onkel. Zur Zeit seiner Geburt war sein Vater Amtmann über das Amt Akershus. 1784 wurde er Landdrost der Herrschaft Pinneberg.
Er erhielt seine erste Schulbildung durch Privatlehrer und ging 1799 an die Universität Göttingen. Als im Frühjahr 1801 im Zweiten Koalitionskrieg Feindseligkeiten zwischen Dänemark und England ausbrachen, die im April zur Seeschlacht von Kopenhagen (1801) führten, musst Levetzau Göttingen verlassen.  Da er bereits seit seinem 8. Lebensjahr nominell als Fähnrich beim 3. Jütländischen Infanterie-Regiment eingeschrieben und 1798 zum Leutnant ernannt worden war, meldete er sich zum aktiven Dienst bei seinem Regiment, ebenso 1803. Ab September 1801 war er zugleich an der Universität Kiel immatrikuliert und hörte Vorlesungen in Staats- und Rechtswissenschaften, die für eine diplomatische Ausbildung von Nutzen sein konnten. 1803 trat er in den dänischen diplomatischen Dienst ein und wurde Gesandtschaftssekretär an der dänischen Gesandtschaft in Berlin. Noch im selben Jahr wurde er kommissarischer Geschäftsträger in Hamburg.
Während der Besetzung Hamburgs durch die Franzosen hatte Levetzau die Gelegenheit, mit mehreren französischen Armeekommandeuren in Kontakt zu kommen, darunter dem Fürsten von Pontecorvo Jean Baptiste Bernadotte, dem späteren schwedischen König Karl XIV. Johann. Dieser schätzte Levetzau so sehr, dass er ihn 1808 bei der Übernahme eines Armeekorps, das gegen Schweden kämpfen sollte, zum dänischen Generalkommissar für die unter seinem Kommando stehenden dänischen Truppen ernannte. 1809 ging er mit Bernadotte nach Wien, wo dieser durch Napoleon von seinem Kommando entbunden wurde.
Levetzau blieb in Wien. Von 1810 bis 1812 war er als Gesandtschaftssekretär, teilweise auch als Geschäftsträger, am Wiener Hof tätig. 1812 kehrte er zu seinem Vater zurück. Nach dem Tod seines Vaters wurde er 1818 Amtmann über das Amt Flensburg und 1820 Amtmann über das Amt Steinburg. Vom 18. März 1834 bis zu seiner Entlassung am 22. Dezember 1835 stand er als Nachfolger von Cay Friedrich von Reventlow als Landdrost und Gouverneur an der Spitze der dänischen Regierung im Herzogtum Lauenburg.
Nachdem er einige Jahre als Privatmann in Plön gelebt hatte, wurde er mit dem Regierungsantritt von König Christian VIII. 1839 zum Zeremonienmeister und zugleich zum Direktor des Königlichen Theaters ernannt. Am 28. Juni 1842 wurde er zum Hofmarschall ernannt. Schon im September desselben Jahres wurde er infolge des Todes des Oberhofmarschalls Christian Ove von Haxthausen mit der Führung des Hofmarschallamtes betraut, zu dem auch die Direktion der Königlichen Museen und des Münz- und Medaillenkabinetts gehörte. Im folgenden Jahr wurde er Ehrenmitglied der Königlich Dänischen Kunstakademie. 1845 wurde er zum Oberhofmarschall ernannt. Beim Thronwechsel 1848 wurde er von Friedrich VII. in gleicher Funktion bestätigt. Seine Aufsicht über das Königliche Theaters und die Königliche Kapelle endete aufgrund der neuen Verfassung 1849. Als Oberdirektor der zuständigen Ministerien übernahm er nebenamtlich den Vorstand der Museen und Kunstsammlungen sowie der königlichen Gärten. 
In der Zeit von 1848 bis zu seinem Tod war er mit verschiedenen diplomatischen Missionen an ausländische Höfe betraut, darunter seine Mission im Frühjahr 1848 in St. Petersburg. Größere Bedeutung und Tragweite erlangte diese dadurch, dass er bei dieser Gelegenheit die diplomatische Note von Zar Nikolaus I. an den Berliner Hof erwirkte, die zum Vertrag von Malmö (1848) führte.
Seit 1818 war Levetzau verheiratet mit Wilhelmine Charlotte, geb. von Stolle, der jüngeren Tochter des Geheimrats, Kammerherrn und Jägermeisters Johann Wilhelm von Stolle und dessen Frau Hedvig Magdalene, geb. von Ahlefeldt, wurde jedoch schon 1822 Witwer. Wilhelm und Werner von Levetzau waren die Söhne des Paares.

## Auszeichnungen
- Titel Kammerherr (1815)
- Dannebrogorden
  - Kommandeur (1836)
  - Großkreuz (28. Juni 1840)
  - Dannebrogsmann (1841)
- Königlicher Seraphinenorden (16. Juli 1859)
- Roter Adlerorden, 1. Klasse[4]
- Nordsternorden, Großkreuz in Brillanten
- Alexander-Newski-Orden in Brillanten
- Sankt-Olav-Orden, Großkreuz